# 多田一臣
多田 一臣（ただ かずおみ、1949年2月2日 - ）は、日本の上代日本文学研究者（万葉学者）。学位は、博士（文学）（東京大学・論文博士・1999年）（学位論文『古代文学表現史論』）。東京大学名誉教授。二松學舍大学特別招聘教授も務めた。

## 略歴
- 1973年（昭和48年） - 東京大学文学部国文科卒
- 1975年（昭和50年） - 同大学大学院修士課程修了、文学部助手
- 1980年（昭和55年） - 千葉大学専任講師
- 1981年（昭和56年） - 同大学助教授
- 1987年（昭和62年） - 第4回上代文学会賞受賞（「隠り妻と人妻と」などの業績による）
- 1994年（平成 6年） - 東京大学文学部助教授
- 1996年（平成 8年） - 同大学教授
- 1999年（平成11年） - 『古代文学表現史論』で東京大学より博士（文学）の学位を取得
- 2013年（平成25年） - 定年退任、埼玉学園大学特任教授、東京大学名誉教授
- 2014年（平成26年） - 二松学舎大学特別招聘教授

## 著書

### 単著
- 『古代国家の文学 日本霊異記とその周辺』 三弥井書店〈三弥井選書〉 1988
- 『万葉歌の表現』 明治書院＜国文学研究叢書＞ 1991
- 『大伴家持 古代和歌表現の基層』 至文堂 1994
- 『古代文学表現史論』 東京大学出版会 1998
- 『額田王論 万葉論集』 若草書房＜古代文学研究叢書＞ 2001
- 『古代文学の世界像』 岩波書店 2013
- 『「古事記」と「万葉集」』 放送大学教育振興会 2015
- 『柿本人麻呂』 吉川弘文館〈人物叢書〉 2017
- 『高橋虫麻呂と山部赤人』「コレクション日本歌人選061」笠間書院 2018
- 『万葉樵話 教科書が教えない『万葉集』の世界』筑摩書房 2020

### 校注・訳
- 景戒『日本霊異記』 筑摩書房〈ちくま学芸文庫 全3巻〉、1997-1998
- 『万葉集全解』 筑摩書房（全7巻）、2009-2010

1. 第一巻 第二巻 第三巻
2. 第四巻 第五巻 第六巻
3. 第七巻 第八巻 第九巻
4. 第十巻 第十一巻
5. 第十二巻 第十三巻 第十四巻
6. 第十五巻 第十六巻 第十七巻
7. 第十八巻 第十九巻 第二十巻

- 『古事記私解』 花鳥社（全2巻）、2020

### 編著
- 『万葉集ハンドブック』 三省堂 1999
- 『上代の日本文学』 放送大学教育振興会 2000、改訂新版 2004
- 『万葉への文学史 万葉からの文学史』 笠間書院＜上代文学会研究叢書＞ 2001
- 『日本の古典－古代編』 鈴木日出男・藤原克己共編、放送大学教育振興会 2005、改訂新版2009
- 『万葉語誌』 筑摩書房〈筑摩選書〉2014